# Jan Wróblewski (weterynarz)
Jan Józef Wróblewski (ur. 15 maja 1884 w Nasutowie, zm. 1940 w Charkowie) – podpułkownik lekarz weterynarii Wojska Polskiego, ofiara zbrodni katyńskiej.

## Życiorys
Jan Józef Wróblewski urodził się 15 maja 1884 roku w Nasutowie, w rodzinie Adama i Marii z Lecewiczów. Uczył się w rządowym Gimnazjum Męskim w Lublinie. W 1908 roku złożył maturę „Szkole Lubelskiej”. W 1911 roku ukończył studia w Instytucie Weterynaryjnym na Uniwersytecie Dorpackim w Dorpacie z tytułem lekarza weterynarii. Po wybuchu I wojny światowej został powołany do Armii Imperium Rosyjskiego. 
Po odzyskaniu przez Polskę niepodległości wstąpił do Wojska Polskiego. Brał udział w wojnie polsko-bolszewickiej w szeregach w 5 pułku Ułanów Zasławskich i 5 Brygadzie Jazdy, w tym walczył w bitwie pod Komarowem. 
3 maja 1922 roku został zweryfikowany w stopniu majora ze starszeństwem z 1 czerwca 1919 roku i 25. lokatą w korpusie oficerów weterynaryjnych, w grupie lekarzy weterynarii. W latach 1923–1924 był komendantem Kadry Okręgowego Szpitala Koni Nr 2 w Lublinie. W tym czasie zasiadł w komitecie budowy Domu Żołnierza w Lublinie. Pracował w Komisji Remontowej nr 15. Został kierownikiem służby weterynaryjnej w brygadach jazdy konnej w Warszawie i Kraków. 1 grudnia 1924 roku awansował na podpułkownika ze starszeństwem z dniem 15 sierpnia 1924 roku i 2. lokatą w korpusie oficerów weterynaryjnych. W 1928 roku pełnił obowiązki zastępcy naczelnego lekarza weterynarii w Dowództwie Okręgu Korpusu Nr VII w Poznaniu. Od 1931 pełnił funkcję naczelnego lekarza weterynarii w Centrum Wyszkolenia Kawalerii w Grudziądzu. W 1938 roku został przeniesiony w stan spoczynku. 
W obliczu zagrożenia konfliktem zbrojnym został zmobilizowany latem 1939 roku. Po wybuchu II wojny światowej, kampanii wrześniowej i agresji ZSRR na Polskę z 17 września 1939 roku w nieznanych okolicznościach dostał się do niewoli sowieckiej. Przebywał w obozie w Starobielsku. Wiosną 1940 roku został zamordowany przez funkcjonariuszy NKWD w Charkowie i pogrzebany potajemnie w bezimiennej mogile zbiorowej w Piatichatkach, gdzie od 17 czerwca 2000 roku mieści się oficjalnie Cmentarz Ofiar Totalitaryzmu w Charkowie. Figuruje na Liście Starobielskiej NKWD, pod poz. 488.

## Upamiętnienie
5 października 2007 roku minister obrony narodowej Aleksander Szczygło mianował go pośmiertnie na stopień pułkownika. Awans został ogłoszony 9 listopada 2007 roku w Warszawie, w trakcie uroczystości „Katyń Pamiętamy – Uczcijmy Pamięć Bohaterów”.
W ramach akcji „Katyń... pamiętamy” / „Katyń... Ocalić od zapomnienia” przy Kłodzkiej Szkoła Przedsiębiorczości w Kłodzku został zasadzony Dąb Pamięci honorujący Jana Wróblewskiego.

## Odznaczenia[6]
- Złoty Krzyż Zasługi
- Medal Pamiątkowy za Wojnę 1918–1921
- Medal Dziesięciolecia Odzyskanej Niepodległości